# مری-فرانس پیزیه
مری-فرانس پیزیه (فرانسوی: Marie-France Pisier‎؛ ۱۰ مهٔ ۱۹۴۴ – ۲۴ آوریل ۲۰۱۱) هنرپیشه، فیلم‌نامه‌نویس و کارگردان فرانسوی بود. وی بین سال‌های ۱۹۶۲ تا ۲۰۱۰ میلادی فعالیت می‌کرد. او در فیلم‌های متعددی از موج نوی فرانسه بازی کرد و دو مرتبه جایزه سزار بهترین بازیگر نقش مکمل را دریافت کرد.

## فیلم‌شناسی
- شبح آزادی (۱۹۷۴)
- پسرخاله غذا (۱۹۷۵)
- آن سوی نیمه شب (۱۹۷۷)
- خواهران برونته (۱۹۷۹) در نقش شارلوت برونته
- شنل تنها (۱۹۸۱) در نقش کوکو شانل
- کوه جادو (۱۹۸۲)
- پارکینگ (۱۹۸۵)
- زمان دوباره به دست آمد (۱۹۹۹)